# Paolo Costa
Paolo Costa (Venecia, 1943 -  ) es un economista, político y profesor universitario italiano. 

## Biografía
Nacido en Venecia el 23 de julio de 1943. Hizo sus estudios de economía en la Università Ca' Foscari.
Participó en la formación del gobierno de Romano Prodi, asumiendo el cargo de Ministro de Obras Públicas, sustituyendo a Antonio Di Pietro.
Fue alcalde de Venecia, entre el 2000 y el 2005.
En el 2004, fue elegido Diputado al Parlamento Europeo.